# Болградська міська територіальна громада
Болградська міська територіальна громада — територіальна громада в Болградському районі Одеської області України. Населення громади становить 26 253 осіб, адміністративний центр — м. Болград.

## Історія
27 травня 2020 р. Кабінетом Міністрів України був затверджений перспективний план громади в рамках адміністративно-територіальної реформи.
19 липня 2020 року, в результаті адміністративно-територіальної реформи і ліквідації Болградського (1940  – 2020) району, громада увійшла до складу новоутвореного Болградського району.
Перші вибори відбулися 25 жовтня 2020 року.

## Склад громади
До складу громади входить одне місто Болград, а також 6 сіл:
- Виноградівка
- Владичень
- Залізничне
- Оксамитне
- Табаки
- Тополине